# Shōgakukan
Shōgakukan Inc. (株式会社小学館 Kabushiki gaisha Shōgakukan?) es una editorial japonesa de diccionarios, literatura, no ficción, manga, DVD infantiles y otros textos y medios. Shōgakukan fundó Shūeisha que a su vez fundó Hakusensha. Todas estas compañías juntas son llamadas el Grupo Hitotsubashi, uno de los más grandes grupos editoriales de Japón.
Originalmente Shōgakukan se fundó el 8 de agosto de 1922 como editorial especializada en revistas educativas para niños de primaria y profesores en Japón. A lo largo de los años, Shogakukan fue ampliando tanto su escala como su gama de publicaciones para satisfacer las diversas necesidades de sus lectores de diferentes grupos de edad y demográficos. En la actualidad, Shogakukan es una de las principales editoriales de manga y otras publicaciones en Japón, y publica más de 60 revistas, 8.000 libros, 13.000 libros de manga, 800 libros-revista y 4.000 DVD cada año (a partir de 2013).
En 1959 lanzaron su primera revista de manga, Shōnen Sunday con una temática shōnen, ampliando luego su mercado con la inclusión de kodomo, shōjo y seinen. Shōgakukan se consolidó en 1969 al publicar en una de sus revistas el que se convirtió e uno de los personajes más famosos de Japón, Doraemon. Otros de los mangas populares que han aparecido en Shōgakukan han sido Hamtaro, Inuyasha, Golgo 13, Detective Conan y Pokémon.
En los Estados Unidos, Shōgakukan junto a Shūeisha es miembro de VIZ Media quien pública mangas de ambas compañías.

## Premio Shōgakukan Manga
El Premio de Manga Shōgakukan (小学館漫画賞, Shōgakukan manga shō, también conocido por su nombre inglés Shogakukan Manga Award) es uno de los premios más prestigiosos de Japón, que se otorga al mejor manga del año de diferentes categorías. Este premio se entrega anualmente desde 1955.

## Datos
Shōgakukan actualmente publica:
Revistas — 69
Libros — 7500
Libros de manga e historietas — 10 900
Revistas — 900
DVD, videos, etc. — 3000
Al año, Shōgakukan obtiene un promedio de ganancias aproximadas de 160 mil millones de yen (aproximadamente 1,400 millones de Euros) lo que representa un 8% del mercado de la industria editorial en Japón, convirtiéndola en la tercera editorial más grande en este país.

## Revistas de moda publicadas por Shōgakukan
- CanCam

## Revistas manga publicadas por Shōgakukan
- Shōnen Sunday (shōnen)
- Ciao (shōjo mangA)
- Big Comic
- Big Comic Original
- Big Comic Superior
- Big Comic Spirits
- Big Comic Business
- IKKI
- CoroCoro Comic
- Bessatsu CoroCoro Comic
- Shōnen Sunday Super
- Weekly Young Sunday
- Monthly Sunday Gene-X
- Shōjo Comic
- Cheese!
- Betsucomi
- Petit Comic
- Flowers
- Judy
- Pochette
- Rinka

## Series manga publicadas por Shōgakukan
- Jungle Taitei
- 7 Seeds
- Ask Dr. Rin!
- Atom: The Beginning
- Bakusou Kyoudai Let's & Go!!
- Beyblade
- Chicago
- Dash & Spin: Super Fast Sonic
- Densetsu No Stafy
- Detective Conan
- Doraemon
- Doubt!!
- Duel Masters
- Fushigi Yūgi
- G Senjou Heaven's Door
- Godzilla
- H3 School! (Happy Hustle High)
- Henjin no Salad Bowl
- Inazuma Eleven
- Inazuma Eleven Go
- InuYasha
- Kare First Love
- Kekkaishi
- Kikaider
- Konjiki no Gash Bell! (Zatch Bell!)
- Maison Ikkoku
- MÄR
- Midori no Hibi
- Osake wa Fūfu ni Natte kara
- Mobile Police Patlabor
- Monster
- Pluto
- Pocket Monsters
- Prefectural Earth Defense Force
- RahXephon
- Ranma ½
- Revolutionary Girl Utena
- Rockman EXE (MegaMan NT Warrior)
- Saikano
- Sakamichi no Apollon[3]
- Selfish Fairy Mirumo de Pon (Mirmo Zibang!)
- Sonic the Hedgehog
- Sora wa Akai Kawa no Hotori (Red River)
- SP: Security Police
- Spriggan
- Super Mario-Kun
- The World God Only Knows
- Tottoko Hamutaro (Hamtaro)
- Urusei Yatsura
- Yaiba
- Yakitate!! Japan

## Lista de mangas publicados por Shōgakukan
- Pokémon
- Chicago
- Detective Conan
- kyoukai no rinne
- Doraemon
- Doubt!!
- Fushigi Yuugi
- G Senjou Heaven's Door
- Godzilla
- H3 School!
- Henjin no Salad Bowl
- InuYasha
- Kare First Love
- Kekkaishi
- Kikaider
- Konjiki no Gash Bell!
- MÄR
- Midori no Hibi
- Monster
- Mob Psycho 100
- One Pound Gospel
- Pluto
- Mobile Police Patlabor
- Ranma ½
- Revolutionary Girl Utena (algunas veces titulada Urusula's Kiss)
- Rockman EXE
- Saikano
- Sakamichi no Apollon[3]
- Selfish Fairy Mirumo de Pon
- SP: Security Police
- Spriggan
- Sonic the Hedgehog
- Tetsuwan Birdy
- Tottoko Hamutaro (Hamtaro)
- Yaiba
- Yakitate!! Japan